# Eliasz z Wąwolnicy
Eliasz z Wąwolnicy (ur. w XIV w. w Wąwolnicy, zm. w XV w.) – polski teolog, profesor Uniwersytetu w Pradze, rektor Uniwersytetu Krakowskiego.

## Życiorys
Żył na przełomie XIV i XV wieku. Urodził się, w położonym w pobliżu Puław mieście Wąwolnica, był synem Marcina. W rodzinnym mieście ukończył szkołę parafialną, następnie studiował teologię na Uniwersytecie w Pradze, uzyskując w 1399 stopień magistra sztuk wyzwolonych. Został także wykładowcą praskiej uczelni. Następnie powrócił do Polski i rozpoczął pracę na odnowionym w 1400 roku Uniwersytetu Krakowskim.
W roku akademickim 1409–1410 pełnił funkcję rektora Uniwersytetu Krakowskiego. Około 1412 roku uzyskał tytuł doktora teologii.
Był doradcą i zaufanym króla Władysława Jagiełły oraz wychowawcą późniejszych kardynałów" Zbigniewa Oleśnickiego i królewskiego siostrzeńca Aleksandra oraz Fryderyka Hohenzollerna, zaręczonego wówczas z królewną Jadwigą i szykowanego na następcę tronu.
W 1431 brał udział w zorganizowanej w Krakowie dyspucie z czeskimi husytami, której celem było nakłonienie ich do kompromisu z papiestwem.
Upamiętniony jest na tablicy pamiątkowej nad wejściem do krypty w kaplicy zamkowej na zamku w Wąwolnicy